# Джон II Маршал
Джон (II) Маршал (англ. John (II) Marshal; ок. 1144/1145 — март 1194) — маршал королевского двора, старший сын Джона (I) Фиц-Гилберта Маршала от второго брака с Сибиллой из Солсбери. Старший брат Уильяма (I) Маршала, 1-го графа Пембрука.

## Происхождение
Джон происходил из англо-нормандского рода Маршалов. Первым достоверно известным его представителем является Гилберт (ум. до 1130), который, согласно «Истории Уильяма Маршала», был сыном или зятем Гилберта Жиффара, переселившегося из Нормандии в Англию или во время Нормандского завоевания, или вскоре после него, и, согласно Книге Страшного суда (1086 год), имел владения в будущем графстве Уилтшир на западе Англии. «Constitutio Domus Regis» называет Гилберта главным маршалом королевского двора Генриха I. Имя его жены неизвестно, возможно, она была наследницей Уильяма Фиц-Ожера. У Гилберта известно двое сыновей: младший, Уильям Жиффар (ум. после 1166), который в 1141—1142 годах был канцлером королевы Матильды. Старший же, Джон Фиц-Гилберт (ум. 1165), унаследовал от отца должность маршала. Он принимал участие в гражданской войне в Англии (сначала на стороне Стефана Блуасского, затем на стороне императрицы Матильды), благодаря чему получил ряд владений. Во время правления Генриха II Джон сохранил большую часть своих приобретений, а должность главного маршала стала наследственной в его семье, именно от неё возникло родовое прозвание — Маршал. Позже Джон попал в опалу, и не играл серьёзной роли в английской политике, однако в 1164 году он начал тяжбу против архиепископа Кентерберийского Томаса Беккета, которой воспользовался король, чтобы изгнать архиепископа из Англии.
От брака с Сибилой, происходившей из англо-нормандского рода, имевшего богатые владения в Уилтшире, родилось 4 сына и 3 дочери. Одним из этих сыновей был Уильям I Маршал (ок. 1146/1147 — 14 мая 1219) — знаменитый английский рыцарь, который прославился многочисленными победами на рыцарских турнирах. Он верно служил нескольким королям Англии, в награду за это он получил руку богатой английской наследницы Изабеллы де Клер, 4-й графини Пембрук, дочери Ричарда Стронгбоу, графа Пембрука, получив под управление её богатые владения, а также титул графа Пембрука. В этом браке родилось 5 сыновей и 5 дочерей.

## Биография
У Джона (II) было двое старших братьев, родившихся от первого брака отца — Гилберт и Уолтер. После смерти отца не позднее ноября 1165 года он унаследовал часть его владений, а также должность главного маршала, которую он сохранял до своей смерти. После смерти единокровного брата Гилберта унаследовал и его владения.
После того как король Ричард I Львиное Сердце отправился в Третий Крестовый поход, Джон оказался в числе сторонников королевского брата, принца Джона (будущего короля Иоанна Безземельного). Связано это было с тем, что он был его сенешалем ещё в то время, как принц был графом Мортена. В начале 1193 года с Востока пришли новости о том, что Ричард, возвращавшийся из Крестового похода, по дороге попал в плен к Леопольду Австрийскому. Узнав о пленении брата, Джон отправился в Париж, где принёс французскому королю Филиппу II Августу ленную присягу за анжуйские владения, в том числе Нормандию, Анжу (а по слухам и за Англию). Он согласился жениться на сестре Филиппа, а также отдал ему Вексен, которого тот давно добивался. В ответ король Франции пообещал Джону помочь захватить английский престол. Вернувшись в Англию, он объявил, что его брат мёртв, захватил основные королевские замки и стал набирать сторонников, готовя восстание. Джон Маршал оказался среди тех, кто открыто поддержал принца. Однако попытка восстания провалилась. Джон в конце 1193 — начале 1194 года был тяжело ранен во время осады королевскими войсками замка Мальборо и от полученных ран умер в марте 1194 года.
Законных детей Джон Маршал не имел, хотя у него был побочный сын Джон III (ум. 1235), основатель боковой линии дома Маршалов. Наследником же владений и должности стал его младший брат Уильям (I) Маршал, 1-й граф Пембрук.

## Брак и дети
Жена: Джоанна де Порт (ум. ок. 1204/1213), дочь Адама де Порта, барона из Бейзинга, и Мабиль д’Орваль. Детей от брака не было. После смерти мужа Джоанна вышла замуж вторично — за Риварда де Риверса.
От связи с Алисой де Кольвиль, женой землевладельца из Сассекса Уильяма де Кольвиля, у Джона известен один незаконнорожденный сын:
- Джон III Маршал (ум. 1235), барон Хингхэма (Хокеринга)[12].